# Scarabaeus goryi
Scarabaeus goryi là một loài bọ cánh cứng trong họ Bọ hung (Scarabaeidae).